# Riacho Seriema
Riacho Seriema är ett periodiskt vattendrag i Brasilien.   Det ligger i delstaten Ceará, i den östra delen av landet, 1 600 km nordost om huvudstaden Brasília.
Omgivningarna runt Riacho Seriema är huvudsakligen savann. Runt Riacho Seriema är det glesbefolkat, med 16 invånare per kvadratkilometer.